# Time Warner Cable Road Runner 225 2005
Time Warner Cable Road Runner 225 2005 var den tredje deltävlingen i Champ Car 2005. Racet kördes den 4 juni på The Milwaukee Mile. Paul Tracy tog sin i mästerskapskampen, tack vare sin första seger för säsongen. A.J. Allmendinger blev tvåa före Oriol Servià, som gjorde sin debut för Newman/Haas Racing istället för den skadade tidigare mästerskapsledaren Bruno Junqueira. I Junqueiras frånvaro var Sébastien Bourdais stallets mästerskapshopp, och han tog över totalledningen med en sjätteplats.

## Slutresultat
| Plats | Förare             | Team                | Grid | Kvaltid |
| ----- | ------------------ | ------------------- | ---- | ------- |
| 1     | Paul Tracy         | Forsythe Racing     | 5    | 21,268  |
| 2     | A.J. Allmendinger  | RuSPORT             | 2    | 21,109  |
| 3     | Oriol Servià       | Newman/Haas Racing  | 9    | 21,609  |
| 4     | Justin Wilson      | RuSPORT             | 3    | 21,125  |
| 5     | Jimmy Vasser       | PKV Racing          | 1    | 21,081  |
| 6     | Sébastien Bourdais | Newman/Haas Racing  | 6    | 21,356  |
| 7     | Mario Domínguez    | Forsythe Racing     | 10   | 21,632  |
| 8     | Ronnie Bremer      | HVM Racing          | 16   | 22,434  |
| 9     | Timo Glock         | Rocketsports Racing | 14   | 22,281  |
| 10    | Alex Tagliani      | Team Australia      | 11   | 21,722  |
| 11    | Cristiano da Matta | PKV Racing          | 4    | 21,261  |
| 12    | Nelson Philippe    | Conquest Racing     | 12   | 21,883  |
| 13    | Marcus Marshall    | Team Australia      | 15   | 22,283  |
| 14    | Ricardo Sperafico  | Dale Coyne Racing   | 17   | 23,379  |
| 15    | Björn Wirdheim     | HVM Racing          | 8    | 21,584  |
| 16    | Andrew Ranger      | Conquest Racing     | 13   | 21,954  |
| 17    | Ryan Hunter-Reay   | Rocketsports Racing | 7    | 21,454  |